# Don Mazankowski
Donald Frank Mazankowski, né le 27 juillet 1935 à Viking en Alberta et mort le 27 octobre 2020, est un homme politique et un entrepreneur canadien.
Ministre sous les Premiers ministres Joe Clark et Brian Mulroney, il est consultant pour la firme d'avocats Gowlings Lafleur Henderson. Il est également le directeur ou membre du conseil d'administration de plusieurs compagnies, dont Weyerhaeuser Co., ATCO Ltd., Shaw Communications Inc., et Power Corporation du Canada.

## Biographie
Don Mazankowski est né de parents d'origine polonaise. Il s'est lancé dans les affaires et est devenu gérant d'un concessionnaire automobile. Intéressé depuis longtemps par la politique, Mazankowski est devenu un membre important du parti progressiste-conservateur de l'Alberta, et à l'élection fédérale de 1968, il a été élu à la chambre des communes comme député de Vegreville, Alberta.
Don Mazankowski a été ministre des Transports sous l'éphémère gouvernement de Joe Clark, puis en 1984 lorsque les conservateurs de Mulroney ont repris le pouvoir. En 1986, il a été promu vice-premier ministre et leader en chambre du gouvernement. Mazankowski est devenu l'une des figures du gouvernement conservateur les plus connues du public. Il a joué un rôle particulièrement important dans la défense de l'accord de libre-échange canado-américain et de l'ALENA. Le gouvernement Mulroney est devenu de plus en plus impopulaire, cependant, mais Mazankowski en a été moins touché que d'autres. En 1991, il est devenu ministre des finances en remplacement du très impopulaire Michael Wilson.
Don Mazankowski s'est retiré de la vie politique le 7 juin 1993. Lorsque Kim Campbell a succédé à Mulroney comme chef du parti conservateur et comme premier ministre deux semaines plus tard, Mazankowski a été remplacé par Gilles Loiselle aux finances. Mazankowski ne s'est pas présenté à l'élection de 1993 où son parti n'a conservé que deux sièges aux Communes. Mazankowski est retourné dans le secteur privé, et a fait partie du conseil d'administration de plusieurs organisations, dont l'Université de l'Alberta. Il a refusé le siège de sénateur que Brian Mulroney lui a offert quelques jours avant de quitter le pouvoir.
Il est resté impliqué en politique. En 2002, il a dirigé une enquête sur le système de santé de l'Alberta. Il a aussi joué un rôle important dans la fusion entre le parti progressiste-conservateur et l'Alliance canadienne, et est un ardent militant du nouveau Parti conservateur du Canada.
Il est l'un des rares Canadiens à porter le titre de "Très honorable", sans avoir occupé de fonction qui le lui confère.
En 2000, il a été fait officier de l'Ordre du Canada, et en 2003 il a reçu l'ordre de l'excellence de l'Alberta ,.

## Citation
« Excusez-moi, je suis le vice-Premier ministre du Canada, et je pense que votre cheval vient de laisser un gros tas de merde sur le trottoir, et je veux que vous le ramassiez. »

« Excuse me, I'm the deputy prime minister of Canada, and I think your horse just left a whole pile shit on the sidewalk, and I want you to have it cleaned up. »

(à un officier de la GRC, monté sur son cheval, sur la colline parlementaire d'Ottawa)

## Archives
Il y a un fonds d'archives Donald Mazankowski à Bibliothèque et Archives Canada. 